# Зибенбоймен
Зи́бенбоймен (нем. Siebenbäumen) — община в Германии, в земле Шлезвиг-Гольштейн.
Входит в состав района Герцогство Лауэнбург. Подчиняется управлению Зандеснебен. Население составляет 652 человека (на 31 декабря 2010 года). Занимает площадь 8,82 км².

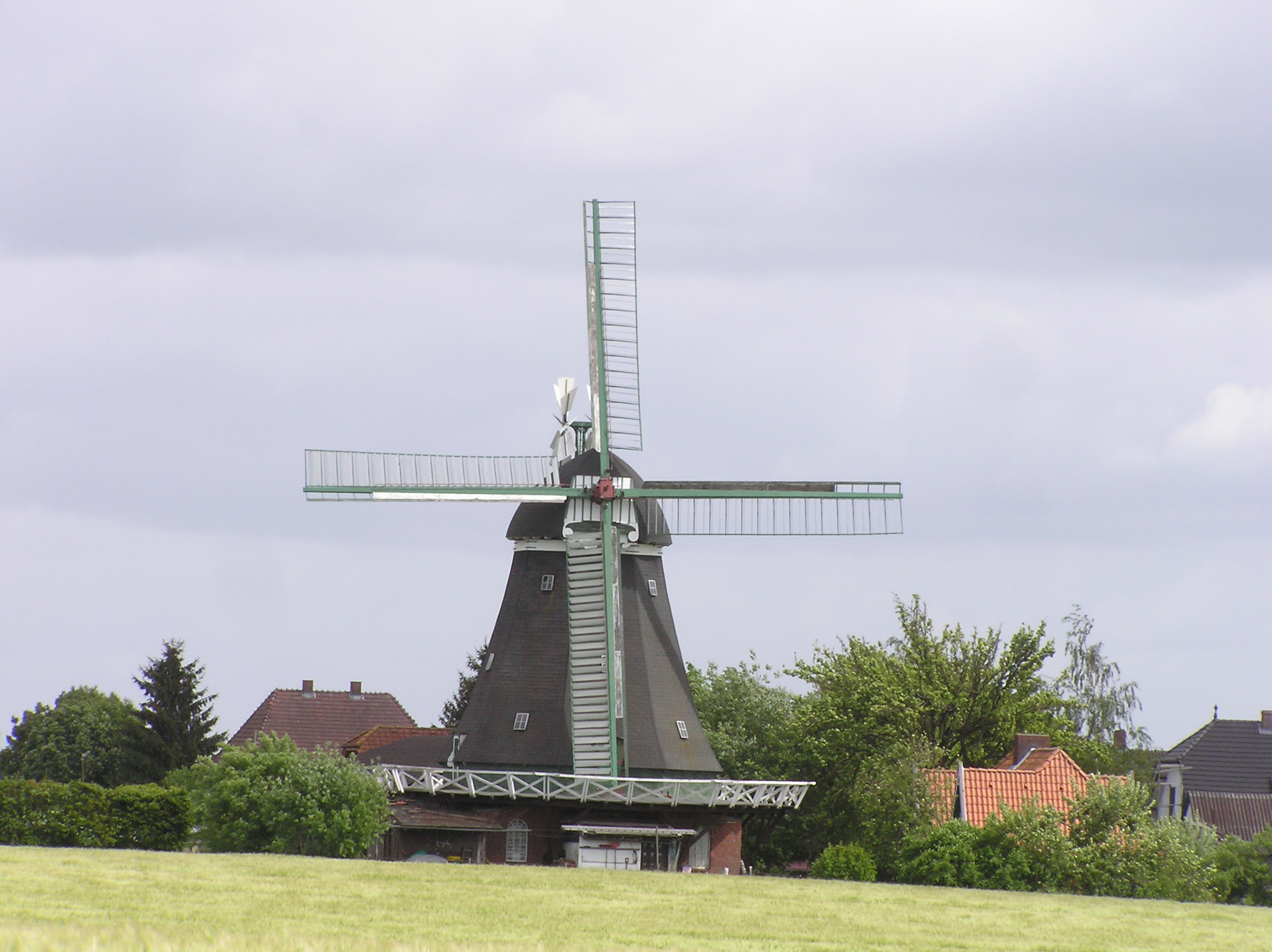
Мельница в Зибенбоймене